# Lascotonus
Lascotonus is een geslacht van kevers uit de familie somberkevers (Zopheridae).

## Soorten
Deze lijst is mogelijk niet compleet.
| - L. cylindricus - L. malaccensis - L. poggii - L. scotti |